# Pristimantis
Pristimantis är ett släkte av groddjur. Pristimantis ingår i familjen Strabomantidae.

## Dottertaxa tillPristimantis, i alfabetisk ordning[1]
- Pristimantis aaptus
- Pristimantis acatallelus
- Pristimantis acerus
- Pristimantis achatinus
- Pristimantis achuar
- Pristimantis actinolaimus
- Pristimantis actites
- Pristimantis acuminatus
- Pristimantis acutirostris
- Pristimantis adiastolus
- Pristimantis aemulatus
- Pristimantis affinis
- Pristimantis alalocophus
- Pristimantis albericoi
- Pristimantis albertus
- Pristimantis altae
- Pristimantis altamazonicus
- Pristimantis altamnis
- Pristimantis amydrotus
- Pristimantis andinognomus
- Pristimantis anemerus
- Pristimantis angustilineatus
- Pristimantis aniptopalmatus
- Pristimantis anolirex
- Pristimantis anotis
- Pristimantis apiculatus
- Pristimantis appendiculatus
- Pristimantis aquilonaris
- Pristimantis aracamuni
- Pristimantis ardalonychus
- Pristimantis ashkapara
- Pristimantis atrabracus
- Pristimantis atratus
- Pristimantis aurantiguttatus
- Pristimantis aureolineatus
- Pristimantis auricarens
- Pristimantis avicuporum
- Pristimantis avius
- Pristimantis bacchus
- Pristimantis baiotis
- Pristimantis balionotus
- Pristimantis baryecuus
- Pristimantis batrachites
- Pristimantis bearsei
- Pristimantis bellator
- Pristimantis bellona
- Pristimantis bernali
- Pristimantis bicolor
- Pristimantis bicumulus
- Pristimantis bipunctatus
- Pristimantis bisignatus
- Pristimantis boconoensis
- Pristimantis bogotensis
- Pristimantis boulengeri
- Pristimantis brevifrons
- Pristimantis briceni
- Pristimantis bromeliaceus
- Pristimantis buccinator
- Pristimantis buckleyi
- Pristimantis cabrerai
- Pristimantis cacao
- Pristimantis caeruleonotus
- Pristimantis cajamarcensis
- Pristimantis calcaratus
- Pristimantis calcarulatus
- Pristimantis caliginosus
- Pristimantis cantitans
- Pristimantis capitonis
- Pristimantis caprifer
- Pristimantis carlossanchezi
- Pristimantis carmelitae
- Pristimantis carranguerorum
- Pristimantis carvalhoi
- Pristimantis caryophyllaceus
- Pristimantis cavernibardus
- Pristimantis celator
- Pristimantis cerasinus
- Pristimantis ceuthospilus
- Pristimantis chalceus
- Pristimantis charlottevillensis
- Pristimantis chiastonotus
- Pristimantis chimu
- Pristimantis chloronotus
- Pristimantis chrysops
- Pristimantis citriogaster
- Pristimantis colodactylus
- Pristimantis colomai
- Pristimantis colonensis
- Pristimantis colostichos
- Pristimantis condor
- Pristimantis conspicillatus
- Pristimantis cordovae
- Pristimantis corniger
- Pristimantis coronatus
- Pristimantis corrugatus
- Pristimantis cosnipatae
- Pristimantis cremnobates
- Pristimantis crenunguis
- Pristimantis crepitans
- Pristimantis cristinae
- Pristimantis croceoinguinis
- Pristimantis crucifer
- Pristimantis cruciocularis
- Pristimantis cruentus
- Pristimantis cryophilius
- Pristimantis cryptomelas
- Pristimantis cuentasi
- Pristimantis culatensis
- Pristimantis cuneirostris
- Pristimantis curtipes
- Pristimantis danae
- Pristimantis degener
- Pristimantis deinops
- Pristimantis delicatus
- Pristimantis delius
- Pristimantis dendrobatoides
- Pristimantis devillei
- Pristimantis diadematus
- Pristimantis diaphonus
- Pristimantis diogenes
- Pristimantis dissimulatus
- Pristimantis dorsopictus
- Pristimantis douglasi
- Pristimantis duellmani
- Pristimantis duende
- Pristimantis dundeei
- Pristimantis elegans
- Pristimantis epacrus
- Pristimantis eremitus
- Pristimantis eriphus
- Pristimantis ernesti
- Pristimantis erythropleura
- Pristimantis esmeraldas
- Pristimantis eugeniae
- Pristimantis euphronides
- Pristimantis eurydactylus
- Pristimantis exoristus
- Pristimantis factiosus
- Pristimantis fallax
- Pristimantis fasciatus
- Pristimantis fenestratus
- Pristimantis festae
- Pristimantis fetosus
- Pristimantis flabellidiscus
- Pristimantis flavobracatus
- Pristimantis floridus
- Pristimantis frater
- Pristimantis fraudator
- Pristimantis gagliardoi
- Pristimantis gaigei
- Pristimantis galdi
- Pristimantis ganonotus
- Pristimantis gentryi
- Pristimantis ginesi
- Pristimantis gladiator
- Pristimantis glandulosus
- Pristimantis gracilis
- Pristimantis grandiceps
- Pristimantis guaiquinimensis
- Pristimantis gutturalis
- Pristimantis hamiotae
- Pristimantis hectus
- Pristimantis helvolus
- Pristimantis hernandezi
- Pristimantis huicundo
- Pristimantis hybotragus
- Pristimantis ignicolor
- Pristimantis illotus
- Pristimantis imitatrix
- Pristimantis incanus
- Pristimantis incertus
- Pristimantis incomptus
- Pristimantis infraguttatus
- Pristimantis inguinalis
- Pristimantis insignitus
- Pristimantis inusitatus
- Pristimantis ixalus
- Pristimantis jabonensis
- Pristimantis jaimei
- Pristimantis jester
- Pristimantis johannesdei
- Pristimantis jorgevelosai
- Pristimantis juanchoi
- Pristimantis jubatus
- Pristimantis kareliae
- Pristimantis katoptroides
- Pristimantis kelephas
- Pristimantis kichwarum
- Pristimantis kirklandi
- Pristimantis koehleri
- Pristimantis labiosus
- Pristimantis lacrimosus
- Pristimantis lancinii
- Pristimantis lanthanites
- Pristimantis lasalleorum
- Pristimantis laticlavius
- Pristimantis latidiscus
- Pristimantis lemur
- Pristimantis lentiginosus
- Pristimantis leoni
- Pristimantis leptolophus
- Pristimantis leucopus
- Pristimantis leucorrhinus
- Pristimantis librarius
- Pristimantis lichenoides
- Pristimantis lindae
- Pristimantis lirellus
- Pristimantis lividus
- Pristimantis llojsintuta
- Pristimantis loustes
- Pristimantis lucasi
- Pristimantis luscombei
- Pristimantis luteolateralis
- Pristimantis lutitus
- Pristimantis lymani
- Pristimantis lynchi
- Pristimantis lythrodes
- Pristimantis maculosus
- Pristimantis malkini
- Pristimantis marahuaka
- Pristimantis marmoratus
- Pristimantis mars
- Pristimantis martiae
- Pristimantis medemi
- Pristimantis megalops
- Pristimantis melanogaster
- Pristimantis melanoproctus
- Pristimantis memorans
- Pristimantis mendax
- Pristimantis mercedesae
- Pristimantis meridionalis
- Pristimantis merostictus
- Pristimantis metabates
- Pristimantis minutulus
- Pristimantis miyatai
- Pristimantis mnionaetes
- Pristimantis modipeplus
- Pristimantis molybrignus
- Pristimantis mondolfii
- Pristimantis moro
- Pristimantis muricatus
- Pristimantis muscosus
- Pristimantis museosus
- Pristimantis mutabilis[2]
- Pristimantis myersi
- Pristimantis myops
- Pristimantis nephophilus
- Pristimantis nervicus
- Pristimantis nicefori
- Pristimantis nigrogriseus
- Pristimantis nyctophylax
- Pristimantis obmutescens
- Pristimantis ocellatus
- Pristimantis ockendeni
- Pristimantis ocreatus
- Pristimantis olivaceus
- Pristimantis orcesi
- Pristimantis orestes
- Pristimantis ornatissimus
- Pristimantis ornatus
- Pristimantis orpacobates
- Pristimantis orphnolaimus
- Pristimantis ortizi
- Pristimantis padrecarlosi
- Pristimantis paisa
- Pristimantis palmeri
- Pristimantis paramerus
- Pristimantis pardalinus
- Pristimantis pardalis
- Pristimantis parectatus
- Pristimantis parvillus
- Pristimantis pastazensis
- Pristimantis pataikos
- Pristimantis paululus
- Pristimantis pecki
- Pristimantis pedimontanus
- Pristimantis penelopus
- Pristimantis peraticus
- Pristimantis percnopterus
- Pristimantis percultus
- Pristimantis permixtus
- Pristimantis peruvianus
- Pristimantis petersi
- Pristimantis petrobardus
- Pristimantis phalaroinguinis
- Pristimantis phalarus
- Pristimantis philipi
- Pristimantis phoxocephalus
- Pristimantis phragmipleuron
- Pristimantis piceus
- Pristimantis pinguis
- Pristimantis pirrensis
- Pristimantis platychilus
- Pristimantis platydactylus
- Pristimantis pleurostriatus
- Pristimantis pluvicanorus
- Pristimantis polemistes
- Pristimantis polychrus
- Pristimantis prolatus
- Pristimantis prolixodiscus
- Pristimantis proserpens
- Pristimantis pruinatus
- Pristimantis pseudoacuminatus
- Pristimantis pteridophilus
- Pristimantis ptochus
- Pristimantis pugnax
- Pristimantis pulvinatus
- Pristimantis pycnodermis
- Pristimantis pyrrhomerus
- Pristimantis quantus
- Pristimantis quaquaversus
- Pristimantis quinquagesimus
- Pristimantis racemus
- Pristimantis reclusas
- Pristimantis reichlei
- Pristimantis renjiforum
- Pristimantis repens
- Pristimantis restrepoi
- Pristimantis reticulatus
- Pristimantis rhabdocnemus
- Pristimantis rhabdolaemus
- Pristimantis rhigophilus
- Pristimantis rhodoplichus
- Pristimantis rhodostichus
- Pristimantis ridens
- Pristimantis riveroi
- Pristimantis riveti
- Pristimantis rosadoi
- Pristimantis roseus
- Pristimantis royi
- Pristimantis rozei
- Pristimantis rubicundus
- Pristimantis ruedai
- Pristimantis rufioculis
- Pristimantis ruidus
- Pristimantis ruthveni
- Pristimantis sagittulus
- Pristimantis salaputium
- Pristimantis saltissimus
- Pristimantis samaipatae
- Pristimantis sanctaemartae
- Pristimantis sanguineus
- Pristimantis sarisarinama
- Pristimantis satagius
- Pristimantis savagei
- Pristimantis schultei
- Pristimantis scitulus
- Pristimantis scoloblepharus
- Pristimantis scolodiscus
- Pristimantis scopaeus
- Pristimantis seorsus
- Pristimantis serendipitus
- Pristimantis shrevei
- Pristimantis signifer
- Pristimantis silverstonei
- Pristimantis simonbolivari
- Pristimantis simonsii
- Pristimantis simoteriscus
- Pristimantis simoterus
- Pristimantis siopelus
- Pristimantis skydmainos
- Pristimantis sobetes
- Pristimantis spectabilis
- Pristimantis spilogaster
- Pristimantis spinosus
- Pristimantis stegolepis
- Pristimantis stenodiscus
- Pristimantis sternothylax
- Pristimantis stictoboubonus
- Pristimantis stictogaster
- Pristimantis subsigillatus
- Pristimantis suetus
- Pristimantis sulculus
- Pristimantis supernatis
- Pristimantis surdus
- Pristimantis susaguae
- Pristimantis taciturnus
- Pristimantis taeniatus
- Pristimantis tamsitti
- Pristimantis tantanti
- Pristimantis tanyrhynchus
- Pristimantis tayrona
- Pristimantis telefericus
- Pristimantis tenebrionis
- Pristimantis tepuiensis
- Pristimantis terraebolivaris
- Pristimantis thectopternus
- Pristimantis thyellus
- Pristimantis thymalopsoides
- Pristimantis thymelensis
- Pristimantis toftae
- Pristimantis torrenticola
- Pristimantis trachyblepharis
- Pristimantis tribulosus
- Pristimantis truebae
- Pristimantis tubernasus
- Pristimantis turik
- Pristimantis turpinorum
- Pristimantis turumiquirensis
- Pristimantis uisae
- Pristimantis unistrigatus
- Pristimantis uranobates
- Pristimantis urichi
- Pristimantis wagteri
- Pristimantis walkeri
- Pristimantis vanadise
- Pristimantis waoranii
- Pristimantis variabilis
- Pristimantis veletis
- Pristimantis ventriguttatus
- Pristimantis ventrimarmoratus
- Pristimantis verecundus
- Pristimantis vermiculatus
- Pristimantis versicolor
- Pristimantis vertebralis
- Pristimantis vicarius
- Pristimantis vidua
- Pristimantis viejas
- Pristimantis wiensi
- Pristimantis vilarsi
- Pristimantis vilcabambae
- Pristimantis viridicans
- Pristimantis viridis
- Pristimantis w-nigrum
- Pristimantis xeniolum
- Pristimantis xestus
- Pristimantis xylochobates
- Pristimantis yaviensis
- Pristimantis yukpa
- Pristimantis yuruaniensis
- Pristimantis yustizi
- Pristimantis zeuctotylus
- Pristimantis zimmermanae
- Pristimantis zoilae
- Pristimantis zophus